# 1000 Miglia di Sebring 2022
La 1000 Miglia di Sebring 2022 è una gara per auto sportive di durata che si è tenuta il 18 marzo preso il Circuito di Sebring. È stata la seconda edizione valida per il Campionato del mondo endurance e il primo round della stagione 2022
L'edizioni del 2020 e del 2021 sono state cancellate a causa della Pandemia di COVID-19.

## Elenco iscritti
Di seguito l'elenco dei partecipanti:
| No. | Squadra             | Auto                | Pneumatici | Pilota 1         | Pilota 2        | Pilota 3           |
| --- | ------------------- | ------------------- | ---------- | ---------------- | --------------- | ------------------ |
| 7   | Toyota Gazoo Racing | Toyota GR010 Hybrid | M          | Mike Conway      | Kamui Kobayashi | José María López   |
| 8   | Toyota Gazoo Racing | Toyota GR010 Hybrid | M          | Sébastien Buemi  | Brendon Hartley | Ryō Hirakawa       |
| 36  | Alpine Elf Matmut   | Alpine A480         | M          | Nicolas Lapierre | André Negrão    | Matthieu Vaxivière |
| 708 | Glickenhaus Racing  | Glickenhaus 007 LMH | M          | Olivier Pla      | Ryan Briscoe    | Romain Dumas       |

| No. | Squadra                   | Auto            | Pneumatici | Pilota 1               | Pilota 2          | Pilota 3            |
| --- | ------------------------- | --------------- | ---------- | ---------------------- | ----------------- | ------------------- |
| 1   | Richard Mille Racing Team | Oreca 07-Gibson | G          | Charles Milesi         | Sébastien Ogier   | Lilou Wadoux        |
| 5   | Team Penske               | Oreca 07-Gibson | G          | Dane Cameron           | Emmanuel Collard  | Felipe Nasr         |
| 9   | Prema Orlen Team          | Oreca 07-Gibson | G          | Robert Kubica          | Louis Delétraz    | Lorenzo Colombo     |
| 10  | Vector Sport              | Oreca 07-Gibson | G          | Mike Rockenfeller      | Ryan Cullen       | Nico Müller         |
| 22  | United Autosports         | Oreca 07-Gibson | G          | Filipe Albuquerque     | Philip Hanson     | Will Owen           |
| 23  | United Autosports         | Oreca 07-Gibson | G          | Paul di Resta          | Oliver Jarvis     | Josh Pierson        |
| 28  | Jota Sport                | Oreca 07-Gibson | G          | Jonathan Aberdein      | Ed Jones          | Oliver Rasmussen    |
| 31  | Team WRT                  | Oreca 07-Gibson | G          | Robin Frijns           | Sean Gelael       | René Rast           |
| 34  | Inter Europol Competition | Oreca 07-Gibson | G          | Fabio Scherer          | Jakub Śmiechowski | Esteban Gutiérrez   |
| 35  | Ultimate                  | Oreca 07-Gibson | G          | Jean-Baptiste Lahaye   | François Heriau   | Matthieu Lahaye     |
| 38  | Jota Sport                | Oreca 07-Gibson | G          | António Félix da Costa | Roberto González  | Will Stevens        |
| 41  | RealTeam by WRT           | Oreca 07-Gibson | G          | Rui Andrade            | Norman Nato       | Ferdinand Habsburg  |
| 44  | ARC Bratislava            | Oreca 07-Gibson | G          | Miroslav Konôpka       | Mathias Beche     | Tijmen van der Helm |
| 45  | Algarve Pro Racing        | Oreca 07-Gibson | G          | James Allen            | René Binder       | Steven Thomas       |
| 83  | AF Corse                  | Oreca 07-Gibson | G          | Nicklas Nielsen        | François Perrodo  | Alessio Rovera      |

| No. | Squadra         | Auto                    | Pneumatici | Pilota 1            | Pilota 2              |
| --- | --------------- | ----------------------- | ---------- | ------------------- | --------------------- |
| 51  | AF Corse        | Ferrari 488 GTE Evo     | M          | James Calado        | Alessandro Pier Guidi |
| 52  | AF Corse        | Ferrari 488 GTE Evo     | M          | Antonio Fuoco       | Miguel Molina         |
| 64  | Corvette Racing | Chevrolet Corvette C8.R | M          | Tommy Milner        | Nick Tandy            |
| 91  | Porsche GT Team | Porsche 911 RSR-19      | M          | Gianmaria Bruni     | Richard Lietz         |
| 92  | Porsche GT Team | Porsche 911 RSR-19      | M          | Michael Christensen | Kévin Estre           |

| No. | Squadra               | Auto                     | Pneumatici | Pilota 1          | Pilota 2              | Pilota 3           |
| --- | --------------------- | ------------------------ | ---------- | ----------------- | --------------------- | ------------------ |
| 21  | AF Corse              | Ferrari 488 GTE Evo      | M          | Simon Mann        | Christoph Ulrich      | Toni Vilander      |
| 33  | TF Sport              | Aston Martin Vantage AMR | M          | Ben Keating       | Florian Latorre       | Marco Sørensen     |
| 46  | Team Project 1        | Porsche 911 RSR-19       | M          | Matteo Cairoli    | Nicolas Leutwiler     | Mikkel O. Pedersen |
| 54  | AF Corse              | Ferrari 488 GTE Evo      | M          | Nick Cassidy      | Francesco Castellacci | Thomas Flohr       |
| 56  | Team Project 1        | Porsche 911 RSR-19       | M          | Ben Barnicoat     | Brendan Iribe         | Ollie Millroy      |
| 60  | Iron Lynx             | Ferrari 488 GTE Evo      | M          | Alessandro Balzan | Raffaele Giammaria    | Claudio Schiavoni  |
| 71  | Spirit of Race        | Ferrari 488 GTE Evo      | M          | Gabriel Aubry     | Franck Dezoteux       | Pierre Ragues      |
| 77  | Dempsey-Proton Racing | Porsche 911 RSR-19       | M          | Sebastian Priaulx | Christian Ried        | Harry Tincknell    |
| 85  | Iron Dames            | Ferrari 488 GTE Evo      | M          | Sarah Bovy        | Rahel Frey            | Michelle Gatting   |
| 88  | Dempsey-Proton Racing | Porsche 911 RSR-19       | M          | Jan Heylen        | Patrick Lindsey       | Fred Poordad       |
| 98  | Northwest AMR         | Aston Martin Vantage AMR | M          | Paul Dalla Lana   | David Pittard         | Nicki Thiim        |
| 777 | D'station Racing      | Aston Martin Vantage AMR | M          | Charlie Fagg      | Tomonobu Fujii        | Satoshi Hoshino    |

## Qualifiche
I vincitori della pole position in ogni classe sono contrassegnati in grassetto.

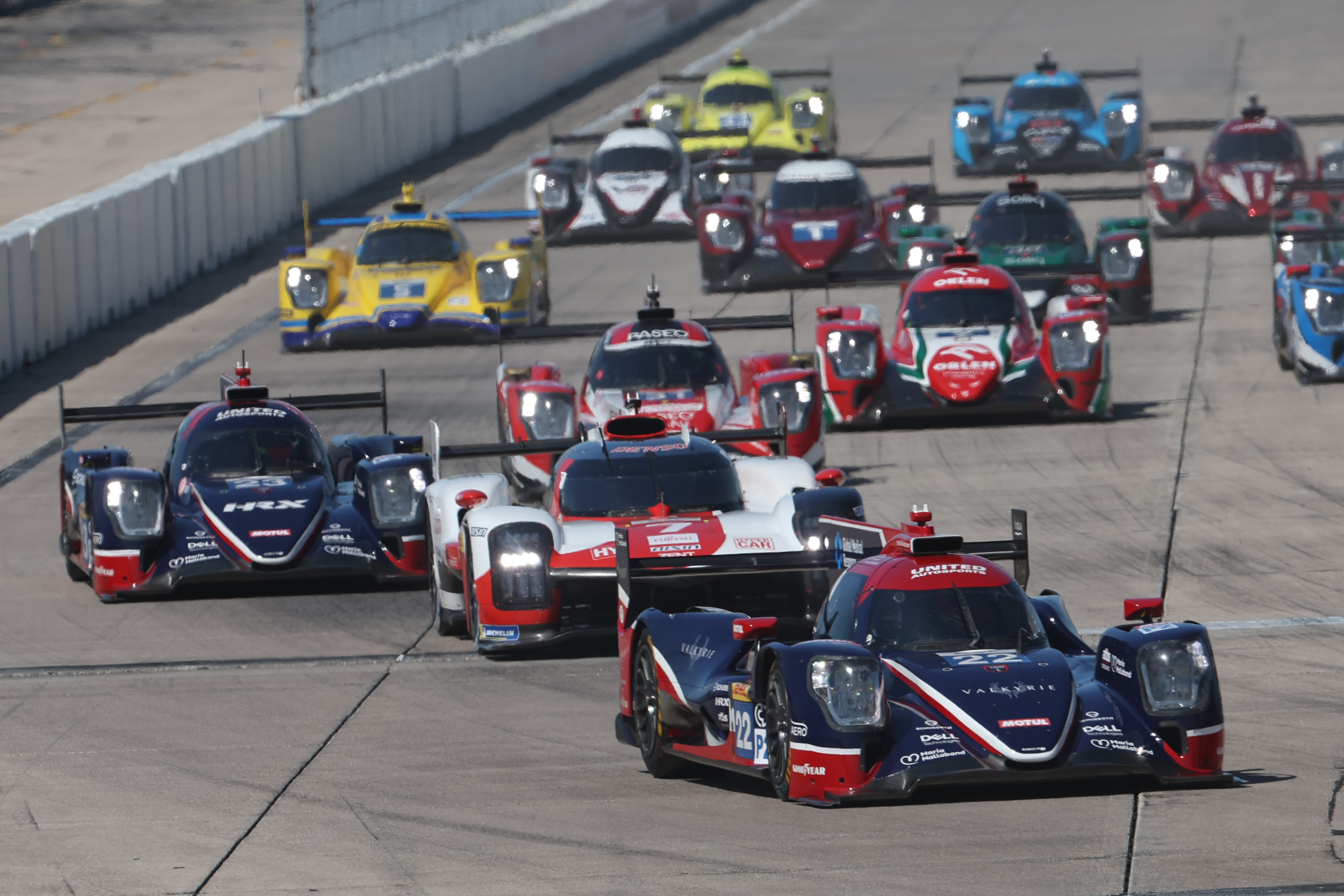
La partenza della 1000 Miglia di Sebring 2022

| Pos | #   | Team                      | Classe      | Tempo    | Gap     |
| --- | --- | ------------------------- | ----------- | -------- | ------- |
| 1   | 36  | Alpine Elf Matmut         | Hypercar    | 1:47.407 | -       |
| 2   | 708 | Glickenhaus Racing        | Hypercar    | 1:48.471 | +1.334  |
| 3   | 83  | AF Corse                  | LMP2 Pro-Am | 1:49.014 | +1.607  |
| 4   | 8   | Toyota Gazoo Racing       | Hypercar    | 1:49.217 | +1.810  |
| 5   | 22  | United Autosports USA     | LMP2        | 1:49.388 | +1.981  |
| 6   | 23  | United Autosports USA     | LMP2        | 1:49.510 | +2.103  |
| 7   | 7   | Toyota Gazoo Racing       | Hypercar    | 1:49.581 | +2.174  |
| 8   | 31  | Team WRT                  | LMP2        | 1:49.670 | +2.263  |
| 9   | 41  | RealTeam by WRT           | LMP2        | 1:49.688 | +2.281  |
| 10  | 9   | Prema Orlen Team          | LMP2        | 1:50.057 | +2.650  |
| 11  | 28  | Jota Sport                | LMP2        | 1:50.178 | +2.771  |
| 12  | 38  | Jota Sport                | LMP2        | 1:50.596 | +3.189  |
| 13  | 5   | Team Penske               | LMP2        | 1:50.629 | +3.222  |
| 14  | 1   | Richard Mille Racing Team | LMP2        | 1:50.916 | +3.509  |
| 15  | 35  | Ultimate                  | LMP2 Pro-Am | 1:50.954 | +3.547  |
| 16  | 10  | Vector Sport              | LMP2        | 1:50.955 | +3.548  |
| 17  | 44  | ARC Bratislava            | LMP2 Pro-Am | 1:51.182 | +3.775  |
| 18  | 45  | Algarve Pro Racing        | LMP2 Pro-Am | 1:51.332 | +3.925  |
| 19  | 92  | Porsche GT Team           | LMGTE Pro   | 1:57.233 | +9.826  |
| 20  | 91  | Porsche GT Team           | LMGTE Pro   | 1:57.383 | +9.976  |
| 21  | 64  | Corvette Racing           | LMGTE Pro   | 1:57.696 | +10.289 |
| 22  | 33  | TF Sport                  | LMGTE Am    | 1:59.204 | +11.797 |
| 23  | 51  | AF Corse                  | LMGTE Pro   | 1:59.299 | +11.892 |
| 24  | 52  | AF Corse                  | LMGTE Pro   | 1:59.388 | +11.981 |
| 25  | 98  | Northwest AMR             | LMGTE Am    | 2:00.570 | +13.163 |
| 26  | 56  | Team Project 1            | LMGTE Am    | 2:00.649 | +13.242 |
| 27  | 85  | Iron Dames                | LMGTE Am    | 2:01.140 | +13.733 |
| 28  | 777 | D'Station Racing          | LMGTE Am    | 2:01.379 | +13.972 |
| 29  | 77  | Dempsey-Proton Racing     | LMGTE Am    | 2:02.079 | +14.672 |
| 30  | 54  | AF Corse                  | LMGTE Am    | 2:02.264 | +14.857 |
| 31  | 71  | Spirit of Race            | LMGTE Am    | 2:02.800 | +15.393 |
| 32  | 21  | AF Corse                  | LMGTE Am    | 2:03.116 | +15.709 |
| 33  | 88  | Dempsey-Proton Racing     | LMGTE Am    | 2:03.560 | +16.153 |
| 34  | 60  | Iron Lynx                 | LMGTE Am    | 2:03.726 | +16.319 |
| 35  | 46  | Team Project 1            | LMGTE Am    | No tempo | —       |
| 36  | 34  | Inter Europol Competition | LMP2        | No tempo | —       |

## Risultati di gara
Di seguito l'ordine di arrivo:
| Pos. | No. | Classe      | Team                      | Piloti                                                 | Vettura                  | Giri |
| ---- | --- | ----------- | ------------------------- | ------------------------------------------------------ | ------------------------ | ---- |
| 1    | 36  | Hypercar    | Alpine Elf Team           | André Negrão Nicolas Lapierre Matthieu Vaxivière       | Alpine A480              | 194  |
| 2    | 8   | Hypercar    | Toyota Gazoo Racing       | Sebastien Buemi Brendon Hartley Ryo Hirakawa           | Toyota GR010 Hybrid      | 194  |
| 3    | 708 | Hypercar    | Glickenhaus Racing        | Olivier Pla Romain Dumas Ryan Briscoe                  | Glickenhaus 007 LMH      | 193  |
| 4    | 23  | LMP2        | United Autosports USA     | Paul di Resta Oliver Jarvis Josh Pierson               | Oreca 07                 | 192  |
| 5    | 31  | LMP2        | Team WRT                  | Sean Gelael Robin Frijns René Rast                     | Oreca 07                 | 192  |
| 6    | 41  | LMP2        | RealTeam by Team WRT      | Rui Andrade Ferdinand Habsburg Norman Nato             | Oreca 07                 | 192  |
| 7    | 9   | LMP2        | Prema Orlen Team          | Robert Kubica Louis Deletraz Lorenzo Colombo           | Oreca 07                 | 192  |
| 8    | 28  | LMP2        | Jota                      | Oliver Rasmussen Ed Jones Jonathan Aberdein            | Oreca 07                 | 192  |
| 9    | 38  | LMP2        | Jota                      | Roberto González Antonio Felix da Costa Will Stevens   | Oreca 07                 | 192  |
| 10   | 22  | LMP2        | United Autosports USA     | Philip Hanson Filipe Albuquerque Will Owen             | Oreca 07                 | 192  |
| 11   | 5   | LMP2        | Team Penske               | Dane Cameron Emmanuel Collard Felipe Nasr              | Oreca 07                 | 192  |
| 12   | 83  | LMP2 Pro-Am | AF Corse                  | François Perrodo Nicklas Nielsen Alessio Rovera        | Oreca 07                 | 191  |
| 13   | 35  | LMP2 Pro-Am | Ultimate                  | Jean-Baptiste Lahaye Matthieu Lahaye François Heriau   | Oreca 07                 | 190  |
| 14   | 45  | LMP2 Pro-Am | Algarve Pro Racing        | Steven Thomas James Allen René Binder                  | Oreca 07                 | 190  |
| 15   | 1   | LMP2        | Richard Mille Racing Team | Lilou Wadoux Sébastien Ogier Charles Milesi            | Oreca 07                 | 189  |
| 16   | 44  | LMP2 Pro-Am | ARC Bratislava            | Miroslav Konôpka Mathias Beche Tijmen van der Helm     | Oreca 07                 | 188  |
| 17   | 92  | LMGTE Pro   | Porsche GT Team           | Michael Christensen Kévin Estre                        | Porsche 911 RSR-19       | 183  |
| 18   | 64  | LMGTE Pro   | Corvette Racing           | Tommy Milner Nick Tandy                                | Chevrolet Corvette C8.R  | 183  |
| 19   | 91  | LMGTE Pro   | Porsche GT Team           | Gianmaria Bruni Richard Lietz                          | Porsche 911 RSR-19       | 183  |
| 20   | 51  | LMGTE Pro   | AF Corse                  | Alessandro Pier Guidi James Calado                     | Ferrari 488 GTE Evo      | 183  |
| 21   | 98  | LMGTE Am    | Northwest AMR             | Paul Dalla Lana David Pittard Nicki Thiim              | Aston Martin Vantage AMR | 180  |
| 22   | 52  | LMGTE Pro   | AF Corse                  | Miguel Molina Antonio Fuoco                            | Ferrari 488 GTE Evo      | 180  |
| 23   | 33  | LMGTE Am    | TF Sport                  | Ben Keating Florian Latorre Marco Sørensen             | Aston Martin Vantage AMR | 180  |
| 24   | 56  | LMGTE Am    | Team Project 1            | Brendan Iribe Olliver Millroy Ben Barnicoat            | Porsche 911 RSR-19       | 180  |
| 25   | 77  | LMGTE Am    | Dempsey-Proton Racing     | Christian Ried Sebastian Priaulx Harry Tincknell       | Porsche 911 RSR-19       | 180  |
| 26   | 85  | LMGTE Am    | Iron Dames                | Rahel Frey Michelle Gatting Sarah Bovy                 | Ferrari 488 GTE Evo      | 179  |
| 27   | 777 | LMGTE Am    | D'Station Racing          | Satoshi Hoshino Tomonobu Fujii Charles Fagg            | Aston Martin Vantage AMR | 179  |
| 28   | 21  | LMGTE Am    | AF Corse                  | Simon Mann Christoph Ulrich Toni Vilander              | Ferrari 488 GTE Evo      | 178  |
| 29   | 60  | LMGTE Am    | Iron Lynx                 | Claudio Schiavoni Matteo Cressoni Giancarlo Fisichella | Ferrari 488 GTE Evo      | 178  |
| 30   | 54  | LMGTE Am    | AF Corse                  | Thomas Flohr Francesco Castellacci Nick Cassidy        | Ferrari 488 GTE Evo      | 178  |
| 31   | 34  | LMP2        | Inter Europol Competition | Jakub Śmiechowski Alex Brundle Esteban Gutiérrez       | Oreca 07                 | 174  |
| 32   | 88  | LMGTE Am    | Dempsey-Proton Racing     | Fred Poordad Patrick Lindsey Julien Andlauer           | Porsche 911 RSR-19       | 169  |
| 33   | 10  | LMP2        | Vector Sport              | Nico Müller Ryan Cullen Mike Rockenfeller              | Oreca 07                 | 157  |
| NC   | 71  | LMGTE Am    | Spirit of Race            | Franck Dezoteux Pierre Ragues Gabriel Aubry            | Ferrari 488 GTE Evo      | 122  |
| NC   | 46  | LMGTE Am    | Team Project 1            | Matteo Cairoli Mikkel O. Pedersen Nicolas Leutwiler    | Porsche 911 RSR-19       | 86   |
| DNF  | 7   | Hypercar    | Toyota Gazoo Racing       | Mike Conway Kamui Kobayashi José María López           | Toyota GR010 Hybrid      | 110  |